# پنتافلوئورید کلر
پنتافلوئورید کلر (به انگلیسی: Chlorine pentafluoride) با فرمول شیمیایی ClF۵ یک ترکیب شیمیایی با شناسه پاب‌کم ۶۱۶۵۴ است. که جرم مولی آن ۱۳۰٫۴۴۵ g/mol می‌باشد. شکل ظاهری این ترکیب، گاز بی‌رنگ است.